# Wilhelm Henie
Wilhelm Henie (7 de septiembre de 1872-10 de mayo de 1937) fue un deportista noruego que compitió en ciclismo en la modalidad de pista. Ganó tres medallas en el Campeonato Mundial de Ciclismo en Pista entre los años 1894 y 1900.

## Medallero internacional
| Campeonato Mundial | Campeonato Mundial | Campeonato Mundial | Campeonato Mundial |
| Año                | Lugar              | Medalla            | Competición        |
| ------------------ | ------------------ | ------------------ | ------------------ |
| 1894               | Amberes (Bélgica)  | Medalla de oro     | Medio fondo (A)    |
| 1895               | Colonia (Alemania) | Medalla de bronce  | Medio fondo (A)    |
| 1900               | París (Francia)    | Medalla de plata   | Medio fondo (A)    |